# Cristina Manresa Llop
Cristina Manresa Llop (Barcelona, 1968) es una policía española. Comisaria del cuerpo de Mozos de Escuadra desde 2009, en junio de 2019 se convirtió en la primera mujer al frente de la Comisaría Superior de Coordinación Central de los Mossos.
Madre de una hija y residente en Cataluña, es diplomada en Criminología y licenciada en historia del arte por la Universidad de Barcelona. En 2006 cursó el posgrado "Programa superior de Dirección y Gestión de la Seguridad Pública" en la Universidad Abierta de Cataluña (UOC). Tiene formación en liderazgo para Directivos de ESADE. Ingresó en la Policía Catalana de los Mossos d'Esquadra en 1991, en la cuarta promoción, y llegó a comisaria, pasando por todas las categorías. Ha sido jefa de la Región Policial Metropolitana Sur y directora de Plan de seguridad del Mobile World Congress desde 2013. Entre mayo de 2017 y mayo de 2019 fue la jefa de la Región Policial Metropolitana Nord, la mayor de Cataluña.
Durante su trayectoria, ha recibido diversas condecoraciones y premios por su labor profesional. Es miembro del Comité de Ética de la Policía de Cataluña y ha participado en actividades de formación y docencia.
En junio del 2019, el nuevo comisario de los Mossos d'Esquadra, Eduard Sallent, escogió a Manresa como número dos del cuerpo.